# .tl
.tl és el domini de primer nivell territorial (ccTLD) de Timor Oriental (Timor-Leste). S'administra mitjançant el Council of Country Code Administrators (CoCCA) i s'hi poden fer registres de nivell dos des de qualsevol lloc del món sense que calgui tenir presència al país.
El ccTLD antic de Timor Oriental era .tp, que havia estat assignat el 1997. Tothom qui havia registrat un .tp ha rebut automàticament els mateixos dominis a .tl i ja no s'hi accepten registres nous.
.tl compleix l'estàndard ISO 3166-1 de codis de dues lletres per al nom de països, i es pot utilitzar com abreviatura en qualsevol dels dos idiomes oficials del país: Timor Lorosa'e en tetum o Timor-Leste en Portuguès.
Normalment, el registre es fa al segon nivell; un subdomini que s'utilitza al país és gov.tl, per als ministeris. Per exemple, el portal del govern és www.timor-leste.gov.tl Arxivat 2019-01-02 a Wayback Machine.
La majoria dels registres actuals són directament al segon nivell, i estan fets per entitats sense relació amb Timor Leste.
Una empresa alemanya ha utilitzat el subdomini de.tl per oferir noms de domini gratuïts, de manera similar a de.vu Arxivat 2000-06-11 a Wayback Machine., que utilitza el domini .vu de Vanuatu.